# Raphaël Personnaz
Raphaël Personnaz, es un actor francés conocido por sus participaciones en las películas Forces spéciales, Anna Karenina, Quai d'Orsay y en la trilogía de Marsella: Marius, Fanny y César.

## Biografía
Es hijo de un diseñador de muebles y de una traductora de poetas griegos contemporáneos, tiene un hermano Julien Personnaz.
Estudió en el "Conservatoire National Supérieur d'Art Dramatique "CNSAD"" de París.
Es muy amigo del actor francés Denis Ménochet.

## Carrera
En el 2008 dio vida al escritor y abogado francés Camille Desmoulins en la película Charlotte Corday.
En el 2010 se unió al elenco de la película La princesse de Montpensier donde interpretó al Henry III, Duque de Anjou.
En el 2011 se unió al elenco principal de la película Forces spéciales donde interpretó a Elias, el nuevo francotirador del grupo de las fuerzas especiales francesas. Elias se sacrifica para que su grupo pueda huir de los hombres de Ahmed Zaief (Raz Degan).
En el 2012 interpretó al conde Alexander Kirillovich Vronsky, el hermano del conde Alexei Vronsky (Aaron Taylor-Johnson) en la película Anna Karenina.
En el 2013 se unió ale elenco de la película Quai d'Orsay donde interpretó a Arthur Vlaminck, un joven graduado de l'ENA que es llamado para trabajar en el servicio del ministro de asuntos exteriores Alexander Worms (Thierry Lhermitte).

## Filmografía

### Películas
| Año  | Título                                  | Personaje           | Notas                                                                                                  |
| ---- | --------------------------------------- | ------------------- | --- |
| 2019 | Persona non grata                       | -                   | |
| 2018 | Le procès d'Oscar Wilde                 | -                   | |
| 2018 | The White Crow                          | Pierre Lacotte      | |
| 2018 | Croc-Blanc                              | -                   | |
| 2016 | Dans les forêts de Sibérie              | Teddy               | |
| 2014 | Une nouvelle amie                       | Gillies             | junto a Romain Duris, Anaïs Demoustier, Jonathan Louis & Michèle Raingeval                             |
| 2014 | Le temps des aveux                      | Bizot               | junto a Olivier Gourmet, Thanet Thorn, Vibol-Joseph Sok & Phoeung Kompheak                             |
| 2014 | L'affaire SK1                           | Charlie             | junto a Nathalie Baye, Christa Theret, Thierry Neuvic, Alexia Barlier & Olivier Gourmet                |
| 2013 | César                                   | Marius Olivier      | junto a Daniel Auteuil, Jean-Pierre Darroussin, Victoire Bélézy, Marie-Anne Chazel & Nicolas Vaude     |
| 2013 | Fanny                                   | Marius Olivier      | junto a Daniel Auteuil, Jean-Pierre Darroussin, Victoire Bélézy, Marie-Anne Chazel & Nicolas Vaude     |
| 2013 | Marius                                  | Marius Olivier      | junto a Daniel Auteuil, Jean-Pierre Darroussin, Victoire Bélézy, Marie-Anne Chazel & Nicolas Vaude     |
| 2013 | Quai d'Orsay                            | Arthur Vlaminck     | junto a Thierry Lhermitte, Niels Arestrup, Bruno Raffaelli, Julie Gayet & Anaïs Demoustier             |
| 2013 | Art or Love                             | Mark                | junto a Amber Maloney, Matt Gaffney, Emma Grasso, Megan Peta Hill & Ethan Walker                       |
| 2013 | Au bonheur des ogres                    | Benjamin Malaussène | junto a Bérénice Bejo, Guillaume de Tonquedec, Emir Kusturica, Thierry Neuvic & Youssef Hajdi          |
| 2012 | La stratégie de la poussette            | Thomas Platz        | junto a Charlotte Le Bon, Jérôme Commandeur, Camélia Jordana, Julie Ferrier & François Berléand        |
| 2012 | After                                   | Guillaume           | junto a Julie Gayet, Gen Shimaoka & Marie Gili-Pierre                                                  |
| 2012 | Anna Karenina                           | Alexander Vronsky   | junto a Keira Knightley, Aaron Taylor-Johnson, Jude Law, Matthew Macfadyen & Kelly Macdonald           |
| 2012 | Trois mondes                            | Al                  | junto a Clotilde Hesme, Arta Dobroshi, Reda Kateb, Alban Aumard & Adèle Haenel                         |
| 2011 | Forces spéciales                        | Elias               | junto a Diane Kruger, Djimon Hounsou, Benoît Magimel, Denis Ménochet y Tchéky Karyo                    |
| 2011 | La chance de ma vie                     | Martin Dupont       | junto a Virginie Efira, Elie Semoun, Thomas N'Gijol & Yves Jacques                                     |
| 2010 | La princesse de Montpensier             | Duque de Anjou      | junto a Mélanie Thierry, Lambert Wilson, Gaspard Ulliel, Grégoire Leprince-Ringuet & Michel Vuillermoz |
| 2010 | George et Fanchette                     | Maurice             | junto a Ariane Ascaride, Anaïs Demoustier, Alexis Loret & Françoise Gillard                            |
| 2010 | Les invités de mon père                 | Carter              | junto a Fabrice Luchini, Karin Viard, Michel Aumont, Valérie Benguigui & Veronica Novak                |
| 2009 | Rose et noir                            | Obamo               | junto a Gérard Jugnot, Bernard Le Coq, Juan Diego, Assaad Bouab & Stéphane Debac                       |
| 2009 | Les incroyables aventures de Fusion Man | Dan "Fusion Man"    | junto a Mélanie Bernier, Frédéric Chau, Patrick Ligardes & Félix Moati                                 |
| 2008 | Charlotte Corday                        | Camille Desmoulins  | junto a Émilie Dequenne, Bernard Blancan, Thierry Gibault, Marc Fayet & Martine Gautier                |
| 2006 | La faute à Fidel!                       | Mathieu             | junto a Nina Kervel-Bey, Julie Depardieu, Stefano Accorsi, Marie Kremer & Mar Sodupe                   |
| 2006 | La traductrice                          | Vincent             | junto a Julia Batinova, Bruno Todeschini, Sergey Garmas, Aleksandr Baluev & Elena Safonova             |
| 2005 | Il ne faut jurer... de rien!            | Jean-Guillaume      | junto a Mélanie Doutey, Gérard Jugnot, Jean Dujardin & Marie-France Santon                             |
| 2005 | È pericoloso sporgersi                  | Lui                 | corto - junto a Virginie Dupuy, Jérémy Braitbart, Danièle Ajoret & Pierre Albertini                    |
| 2005 | Travaux, on sait quand ça commence...   | Bombero             | junto a Hugh Grant, Marie Moute, Carole Bouquet, Jean-Pierre Castaldi & Didier Flamand                 |
| 2005 | Esprit, es-tu là?                       | Damien              | corto - junto a Clio Baran, Henry-David Cohen, Xavier Robic & Jean Benoit Souilh                       |
| 2005 | Les couilles de mon chat                | Jessie              | corto - junto a Didier Bénureau, Pascale Arbillot, Thomas Chabrol & Ingrid Heiderscheidt               |
| 2004 | La première fois que j'ai eu 20 ans     | Louis               | junto a Marilou Berry, Catherine Jacob, Serge Riaboukine, Myriam Moraly y Laurent Spielvogel           |
| 2004 | Quand la mer se retire                  | Jacques             | junto a Bruno Todeschini, Cristiana Réali, Cécile Cassel & Pierre Baguet                               |
| 2004 | Nos vies rêvées                         | René                | junto a Louise Monot, Catherine Mouchet, François Morel & Philippe Magnan                              |
| 2003 | Le fabuleux destin de Perrine Martin    | L'aveugle           | corto - junto a Anne-Juliette Vassort, Camille Saféris, Roger Carel & Stéphane Soo Mongo               |
| 2003 | Péril imminent                          | Laurent Ercourt     | junto a Richard Berry, Jacques Spiesser, Guillaume Cramoisan, Roger Van Hool & Marie Kremer            |
| 2003 | Demain nous appartient                  | Marc                | junto a Stéphanie Pasterkamp, Guillaume Gabriel, Amanda Rubinstein & Edmundo Rosa                      |
| 2003 | À la petite semaine                     | Jean-Hugues/Tony    | junto a Gérard Lanvin, Jacques Gamblin, Clovis Cornillac & Jean-Pierre Lazzerini                       |
| 2003 | La deuxième vérité                      | Mathias Lacroix     | junto a Marie Moute, Jean-Paul Comart, Louise Monot & Camille De Pazzis                                |
| 2002 | Une maison dans la tempête              | Louis               | junto a Jessica Beudaert, Lucie Jousse, Daniel Russo, Valérie Mairesse & Hélène Vincent                |
| 2002 | Mille millièmes                         | Denis               | junto a Grégori Derangère, Irène Jacob, Jean-Pierre Darroussin, Patrick Chesnais & Albert Delpy        |
| 2002 | Une autre femme                         | Julien              | junto a Nathalie Mann, Micky Sébastian, Antoine Duléry, Lizzie Brocheré & Jerry Lucas                  |
| 2001 | Sa mère, la pute                        | -                   | junto a Brigitte Roüan, Dragan Nikolic, Yolande Moreau & Christine Murillo                             |
| 2001 | Malraux, tu m'étonnes!                  | Alain Malraux       | junto a Philippe Clévenot, Jérôme Robart, Isabelle Ronayette & Vanessa Larré                           |
| 2001 | Une femme amoureuse                     | Thomas              | junto a Micky Sébastian, Frédéric van den Driessche, Lucie Barret & Amandine Chauveau                  |
| 2001 | Le roman de Lulu                        | Christophe          | junto a Thierry Lhermitte, Patrick Bouchitey, Cyrielle Clair & Matthew Géczy                           |
| 2000 | Un homme à la maison                    | Julien Bouttier     | junto a Isabel Otero, Yvon Back, Nicole Croisille, Catherine Aymerie & Christophe Laubion              |

### Series de televisión
| Año  | Título                                                        | Personaje               | Notas                                   |
| ---- | ------------------------------------------------------------- | ----------------------- | --------------------------------------- |
| 2009 | Ah, c'était ça la vie!                                        | François                | 2 episodios - miniserie                 |
| 2009 | Au siècle de Maupassant: Contes et nouvelles du XIXème siècle | Théodore de Sommervieux | episodio "La maison du chat qui pelote" |
| 2007 | Le clan Pasquier                                              | Joseph                  | 2 episodios - miniserie                 |
| 2006 | Élodie Bradford                                               | Arnaud                  | episodio "Intouchables"                 |
| 2005 | Merci, les enfants vont bien!                                 | Jérôme                  | episodio "Restons zen!"                 |
| 2005 | Sauveur Giordano                                              | Maxime Fiorez           | episodio "Présumé coupable"             |
| 2002 | Louis la brocante                                             | Guillaume Costelli      | episodio "Louis et les enfants perdus"  |
| 2000 | La kiné                                                       | Adrien                  | episodio "Le patient 18"                |
| 2000 | Nestor Burma                                                  | Cédric Condorcet        | episodio "Panique à Saint-Patrick"      |
| 1998 | Un homme en colère                                            | Adrien                  | episodio "Un silence coupable"          |

## Premios y nominaciones
| Año  | Categoría                  | Premio                     | Películas                   | Resultado |
| ---- | -------------------------- | -------------------------- | --------------------------- | --------- |
| 2014 | Most Promising Young Actor | Lumiere Award              | Quai d'Orsay & Marius       | Ganó      |
| 2013 | -                          | Prix Patrick Dewaere Award | -                           | Ganó      |
| 2011 | Most Promising Actor       | César Award                | La princesse de Montpensier | Nominado  |